# Nicolae Dandiș
Nicolae Dandiș (n. 6 iunie, 1981) este un lector universitar și politician din Republica Moldova, primar al orașului Cahul. La alegerile locale din 2015, a fost ales în această funcție în turul doi cu 52,29% din voturi. Este Licențiat în Științe Administrative și Licențiat în Istorie, Magistru în Managementul programelor și Proiectelor Europene, Politici Publice. Doctorand în științe politice la Universitatea de Stat din Moldova. Lector la Universitatea de Stat „B.P.Hasdeu” din Cahul. Președinte al Asociației DIALOG din Cahul. Laureat al Premiului Academiei de Științe a Moldovei pentru tinerii cercetători. Director al Centrului Pro Europa din Cahul. Lector la Extensiunea Universității ”Dunărea de Jos”din Galați. Președinte al Consiliului Director al Centrului CONTACT Cahul.